# Période de la Confédération

Grand sceau des États-Unis d’Amérique (1782).

Drapeau des États-Unis d’Amérique (1777–1795).

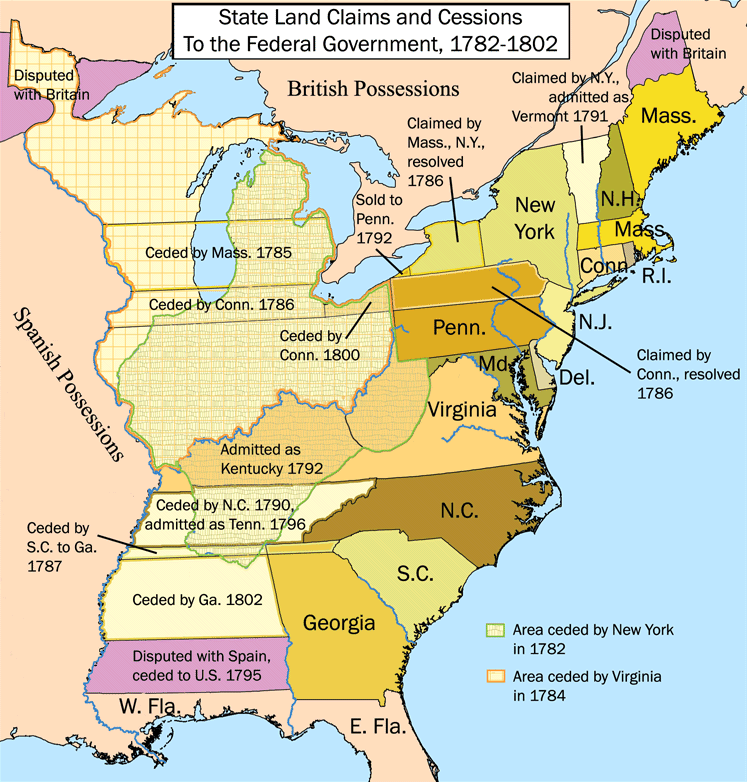
Carte des États-Unis et de leurs territoires après le traité de Paris (1783).

La période de la Confédération, appelée aussi « période critique », est la période de l'histoire des États-Unis des années 1780, après la Révolution américaine et avant la ratification de la Constitution des États-Unis. En 1781, les États-Unis ratifient les Articles de la Confédération et de l'Union perpétuelle, et l'emportent lors de la bataille de Yorktown, la dernière grande bataille terrestre entre les forces britanniques et américaines continentales pendant la guerre d'indépendance des États-Unis. L'indépendance américaine est confirmée avec la signature du traité de Paris en 1783. Les États-Unis naissants sont confrontés à plusieurs défis, dont beaucoup découlent de l’absence de gouvernement central efficace et d’une culture politique unifiée. Cette période prend fin en 1789 après la ratification de la Constitution des États-Unis, qui établit un nouveau gouvernement fédéral plus efficace.
Les Articles de la Confédération établissent une confédération d’États assez nébuleuse avec un gouvernement confédéré faible. Une assemblée de délégués agit au nom des États qu’ils représentent. Cet organisme monocaméral, officiellement appelé Congrès de la Confédération, a peu d’autorité et ne peut rien accomplir indépendamment des États. Il n’y a pas de chef de l’exécutif, ni de système judiciaire. Le Congrès n’a pas le pouvoir de lever des impôts, de réglementer le commerce international ou interétatique, ou de négocier efficacement avec des puissances étrangères. Sa faiblesse s’avère auto-renforçée : les principales personnalités politiques de l’époque servent dans des gouvernements d’État ou à des postes à l'étranger. L’échec du gouvernement confédéré à relever les défis auxquels les États-Unis sont confrontés conduit à des appels à la réforme et à de fréquentes discussions sur la sécession.
Le traité de Paris laisse aux États-Unis un vaste territoire s'étendant de l'océan Atlantique au fleuve Mississippi. La colonisation des territoires à l'ouest des Appalaches s'avére difficile, en partie à cause de la résistance des Amérindiens et des puissances étrangères voisines de Grande-Bretagne et d'Espagne. Les Britanniques refusent d'évacuer le territoire américain, tandis que les Espagnols utilisent leur contrôle du fleuve Mississippi pour contrecarrer la colonisation de l'Ouest. En 1787, le Congrès adopte l'ordonnance du Nord-Ouest, qui crée un précédent important en établissant le premier territoire organisé sous le contrôle du gouvernement confédéré.
Après l'échec des efforts du Congrès pour modifier les articles, de nombreux dirigeants américains se réunissent à Philadelphie en 1787, pour établir une nouvelle constitution. Celle-ci est ratifiée en 1788 et le nouveau gouvernement fédéral commence à se réunir en 1789, marquant la fin de la période de la Confédération.

## Terminologie

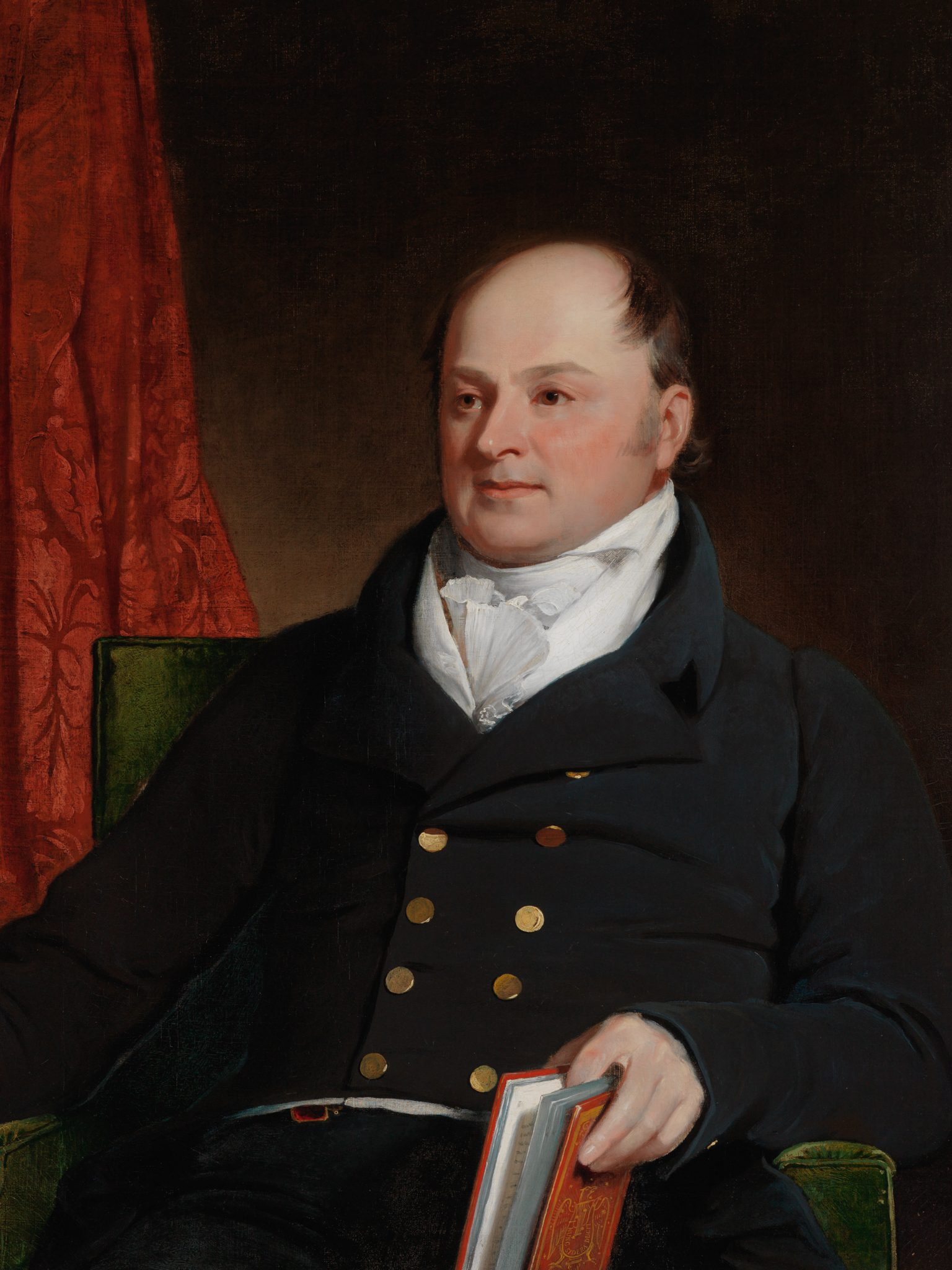
Charles Robert Leslie, John Quincy Adams, âgé de 49 ans, 1816.

La période de l’histoire américaine entre la fin de la guerre d’indépendance américaine et la ratification de la Constitution est également qualifiée de « période critique » de l’histoire américaine. Au cours des années 1780, beaucoup pensent que le pays traverse une crise de leadership, comme en témoigne la déclaration de John Quincy Adams en 1787 selon laquelle le pays traverse une « période critique ». Dans son livre de 1857, The Diplomatic History of the Administrations of Washington and Adams, William Henry Trescot devient le premier historien à appliquer l'expression « période critique de l'Amérique » à la période de l'histoire américaine entre 1783 et 1789. L'expression est popularisée par le livre de John Fiske de 1888, The Critical Period of American History. L’utilisation par Fiske du terme « période critique » fait référence à l’importance de l’époque pour déterminer si les États-Unis allaient établir un gouvernement central plus fort ou se diviser en États individuels pleinement souverains. Le terme « période critique » accepte ainsi implicitement la critique fédéraliste des Articles de la Confédération. D'autres historiens utilisent le terme alternatif, la « période de la Confédération », pour décrire l'histoire des États-Unis entre 1781 et 1789.
Des historiens tels que Forrest McDonald soutiennent que les années 1780 sont une période de chaos économique et politique. Cependant, d'autres historiens, dont Merrill Jensen, maintiennent que les années 1780 sont en réalité une période relativement stable et prospère. Gordon Wood suggère que c'est l'idée de la Révolution et l'idée qu'elle apporterait une société utopique au nouveau pays qui permet aux gens de croire qu'ils sont dans une période de crise. L'historien John Ferling soutient qu'en 1787, seuls les Fédéralistes, une part relativement faible de la population, considèrent l'époque comme une « période critique ». Michael Klarman soutient que la décennie marque un point culminant de la démocratie et de l'égalitarisme, et considère la ratification de la Constitution en 1789 comme une contre-révolution conservatrice.

## Contexte

### Indépendance et autonomie gouvernementale

John Trumbull, Déclaration d'indépendance, entre 1817 et 1819, Capitole des États-Unis.

La guerre d'indépendance des États-Unis éclate contre la domination britannique en avril 1775 avec les batailles de Lexington et Concord. Le Second Congrès continental se réunit en mai 1775 et crée une armée financée par le Congrès sous la direction de George Washington, un Virginien qui a combattu dans la Guerre de la Conquête franco-indienne. Le 4 juillet 1776, alors que la guerre se poursuit et deux jours après avoir approuvé la Lee Resolution visant à rompre avec le contrôle britannique, le Congrès adopte la Déclaration d'indépendance des États-Unis. Il crée simultanément un comité chargé d’élaborer une constitution pour la nouvelle nation. Alors que certains membres du Congrès espérent un état centralisé fort, la plupart des Américains souhaitent que le pouvoir législatif repose principalement sur les États et considérent le gouvernement central comme une simple nécessité en temps de guerre. La constitution qui en résulte, connue sous le nom d'Articles de la Confédération et de l'Union perpétuelle, prévoit un gouvernement central faible avec peu de pouvoir lui permettant de contraindre les gouvernements des États. Le premier article de la nouvelle constitution établit un nom pour la nouvelle fédération : les États-Unis d'Amérique.

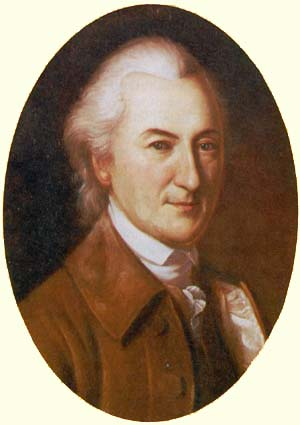
Charles Willson Peale, Portrait de John Dickinson, 1780.

Le premier projet des Articles de la Confédération, rédigé par John Dickinson, est présenté au Congrès le 12 juillet 1776, mais celui-ci n'envoie le projet de constitution aux États qu'en novembre 1777. Trois questions constitutionnelles majeures le divisent : les frontières des États, y compris les revendications sur les terres à l'ouest des Appalaches, la représentation des États au sein du nouveau Congrès et la question de savoir si les prélèvements fiscaux sur les États doivent prendre en compte les esclaves. En fin de compte, le Congrès décide que chaque État aura une voix au Congrès et que les esclaves n'affecteront pas les prélèvements des États. En 1780, alors que la guerre continue, tous les États, à l'exception du Maryland, ont ratifié les Articles ; le Maryland refuse de ratifier la constitution jusqu'à ce que tous les autres États abandonnent leurs revendications territoriales occidentales au Congrès. Le succès de la stratégie sudiste de la Grande-Bretagne, ainsi que la pression des alliés français de l'Amérique, convainquent la Virginie d'abandonner ses revendications au nord de la rivière Ohio ; le Maryland ratifie finalement les Articles en janvier 1781. La nouvelle constitution entre en vigueur en mars 1781 et le Congrès de la Confédération remplace techniquement le Deuxième Congrès Continental en tant que gouvernement central, mais dans la pratique, la structure et le personnel du nouveau Congrès sont assez similaires à ceux de l'ancien Congrès.

### Fin de la Révolution américaine

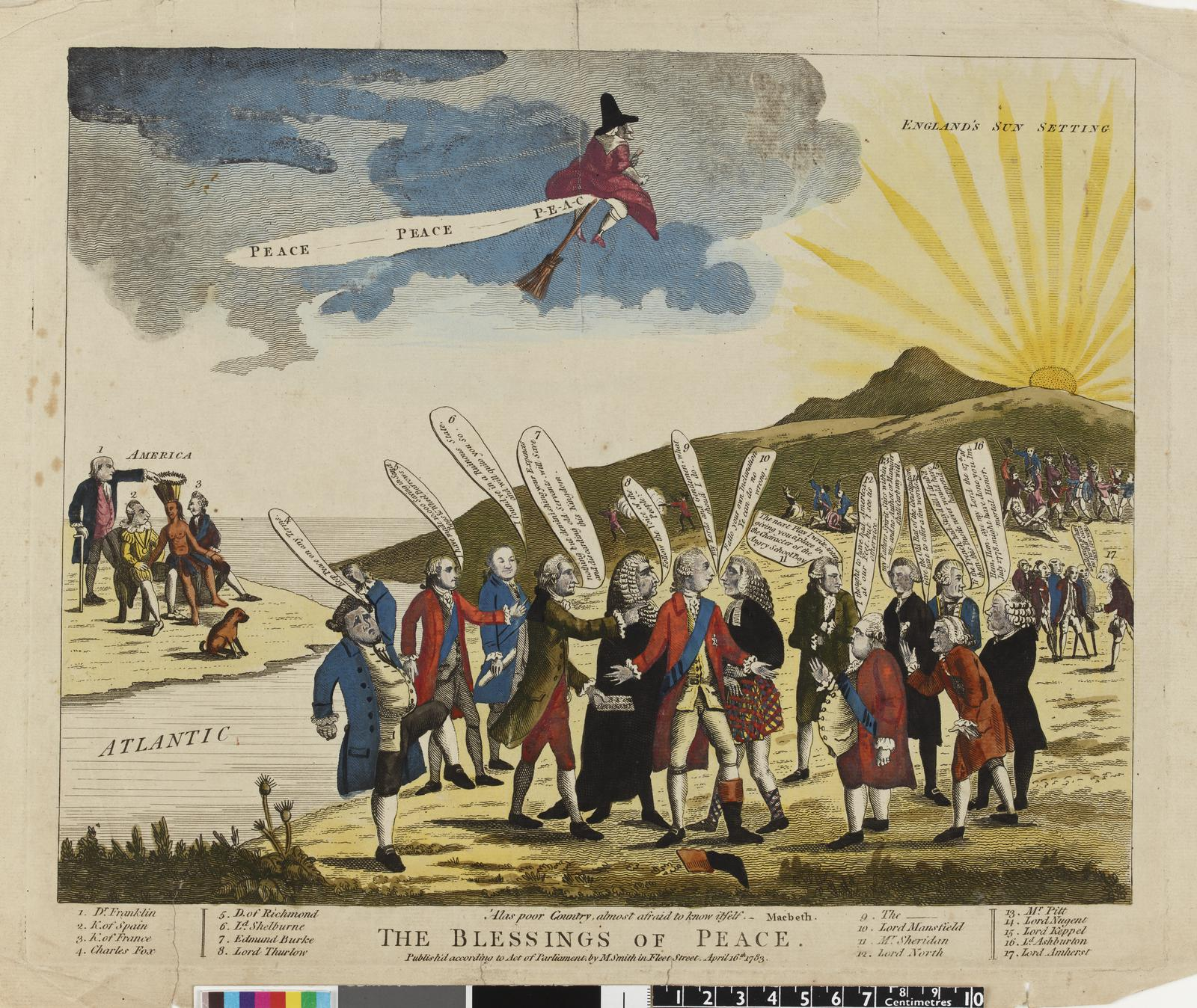
Les bienfaits de la paix, représentant les rois, les ministres et les politiciens en conférence des deux côtés de l’Atlantique lors du taité de Paris, 1783, British Museum.

Après la victoire américaine à la bataille de Yorktown en septembre 1781 et l'effondrement du ministère du premier ministre britannique Frederick North en mars 1782, les deux parties cherchent un accord de paix. La guerre d'indépendance américaine prend fin avec la signature du traité de Paris de 1783, qui accorde aux États-Unis l'indépendance ainsi que le contrôle d'une vaste région au sud des Grands Lacs, s'étendant des Appalaches à l'ouest jusqu'au fleuve Mississippi. Bien que le Parlement britannique ait rattaché cette région transappalachienne à la Province de Québec en 1774 dans le cadre de l'Acte de Québec, plusieurs États ont des revendications territoriales dans la région fondées sur des proclamations et des chartes royales, qui définissent leurs frontières comme s'étendant « d'une mer à l'autre ». Certains Américains ont espéré que le traité prévoirait l'acquisition de la Floride espagnole, mais ce territoire est restitué à l'Espagne, qui a rejoint les États-Unis et la France dans la guerre contre la Grande-Bretagne et réclame son dû. Les Britanniques se sont battus avec acharnement et succès pour conserver le Canada, ce que le traité reconnaît .
Les observateurs de l’époque et les historiens soulignent depuis lors la générosité des concessions territoriales britanniques. Des historiens tels que Clarence Walworth Alvord, Harlow et Ritcheson soulignent que les conditions territoriales généreuses de la Grande-Bretagne sont fondées sur une vision d'homme d'État de liens économiques étroits entre la Grande-Bretagne et les États-Unis. Le traité est conçu pour faciliter la croissance de la population américaine et créer des marchés lucratifs pour les commerçants britanniques, sans aucun coût militaire ou administratif pour la Grande-Bretagne. Comme le dit plus tard le ministre des Affaires étrangères français Charles Gravier de Vergennes : « Les Anglais achètent la paix plutôt que de la faire ».
Le traité aborde également plusieurs questions supplémentaires. Les États-Unis acceptent d’honorer les dettes contractées avant 1775, tandis que les Britanniques acceptent de retirer leurs soldats du sol américain. Les privilèges que les Américains ont reçus en raison de leur appartenance à l'Empire britannique ne s'appliquent plus, notamment la protection contre les barbaresques en mer Méditerranée. Ni les Américains ni les Britanniques ne veulent respecter systématiquement ces clauses supplémentaires. Les États individuels ignorent leurs obligations en vertu du traité en refusant de restituer les biens loyalistes confisqués, et beaucoup continuent à confisquer ces biens pour « dettes impayées ». Certains États, notamment la Virginie, maintiennent des lois interdisant le paiement de dettes aux créanciers britanniques. Les Britanniques ignorent souvent la disposition de l’article 7 concernant la suppression des esclaves.

## Leadership américain
Les Articles de la Confédération créé une union relativement nébuleuse d’États. Le gouvernement central de la confédération est constitué d'un Congrès monocaméral doté de fonctions législatives et exécutives, et est composé de délégués de chaque État de l'union. Le Congrès ne reçoit que les pouvoirs que les États ont précédemment reconnus comme appartenant au roi et au Parlement. Chaque État dispose d'une voix au Congrès, quelle que soit sa taille ou sa population ; tout acte du Congrès nécessite les votes de neuf des 13 États pour être adopté ; toute décision visant à modifier les articles nécessite le consentement unanime des États. La législature de chaque État nomme plusieurs membres à sa délégation, permettant aux délégués de rentrer chez eux sans laisser leur État non représenté. En vertu de ces articles, il est interdit aux États de négocier avec d'autres nations ou de maintenir une armée sans le consentement du Congrès, mais presque tous les autres pouvoirs sont réservés aux États. Le Congrès n’a pas le pouvoir de lever des recettes et n'a pas les moyens de faire appliquer sa propre législation et ses propres instructions. Il dépend donc largement du respect et du soutien des États.

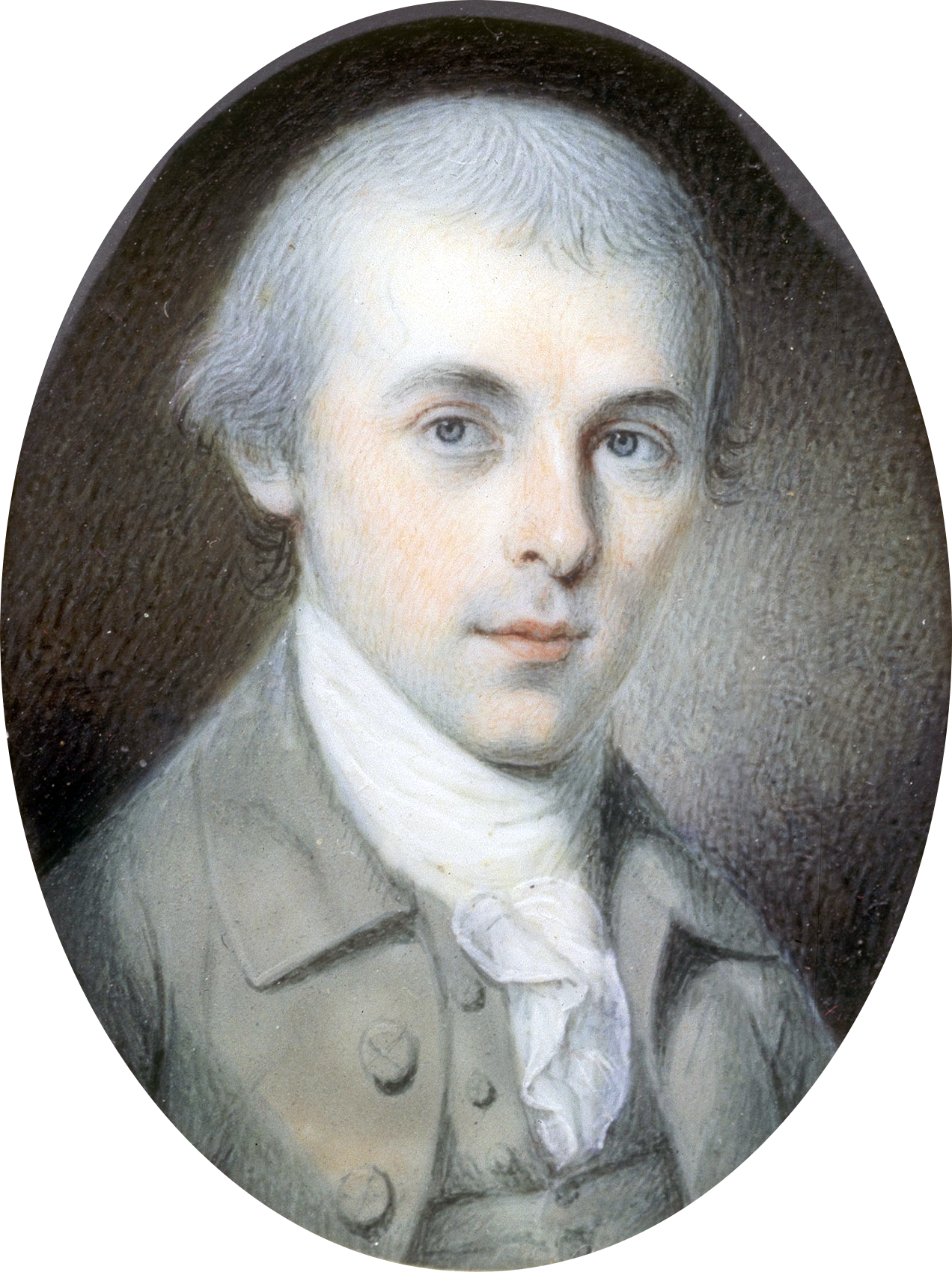
Charles Willson Peale, James Madison, 1783, bibliothèque du Congrès.

Après la fin de la guerre d'indépendance, qui a donné l'impulsion initiale aux Articles, la capacité du Congrès à accomplir quoi que ce soit de significatif diminue considérablement. Il est rare que plus de la moitié des quelque soixante délégués assistent à une de ses sessions à un moment donné, ce qui rend difficile la constitution d'un quorum. De nombreux dirigeants américains parmi les plus éminents, tels que Washington, John Adams, John Hancock et Benjamin Franklin, se sont retirés de la vie publique, servent comme délégués étrangers ou occupent des fonctions au sein des gouvernements des États. James Madison émerge comme leader durant cette période, qui est convaincu de la nécessité d'un gouvernement central plus fort après avoir servi au Congrès de la Confédération de 1781 à 1783. Il continuera à réclamer un tel gouvernement pendant le reste des années 1780.
Le Congrès se réunit à Philadelphie de 1778 jusqu'en juin 1783, date à laquelle il s'installe à Princeton (New Jersey) en raison de la mutinerie de Pennsylvanie de 1783. Il se réunit également à Annapolis, dans le Maryland, et à Trenton (New Jersey), avant de s'installer à New York en 1785. L'absence de dirigeants forts en son sein, ainsi que l'impuissance et la nature itinérante de l'organisme, embarrassent et frustrent de nombreux fédéralistes américains, dont Washington. La faiblesse du Congrès conduit également à de fréquentes discussions sur la sécession et beaucoup croient que les États-Unis se diviseront en quatre confédérations, composées respectivement de la Nouvelle-Angleterre, du Mid-Atlantic, des États du Sud et de la région trans-Appalachienne.
Le Congrès de la Confédération est le seul organisme gouvernemental fédéral créé par les Articles de la Confédération, mais il crée lui-même d'autres organismes pour exercer des fonctions exécutives et judiciaires. En 1780, il crée la Cour d'appel pour les cas de capture, qui agit comme seul tribunal fédéral pendant la période de la Confédération. Au début de 1781, il crée des départements exécutifs pour gérer les affaires étrangères, la guerre et les finances. Un quatrième département, le Département des Postes, existe depuis 1775 et continue à fonctionner sous les Articles. Le Congrès autorise également la création d'un département de la Marine, mais choisit de placer les forces navales sous la direction du département des Finances après qu'Alexander McDougall ait refusé de le diriger. Les quatre départements sont chargés d’administrer la fonction publique fédérale, mais ils ont peu de pouvoirs indépendamment du Congrès. Le marchand de Pennsylvanie Robert Morris est Surintendant des Finances des États-Unis de 1781 à 1784. Bien qu'il soit devenu quelque peu impopulaire pendant la guerre en raison de ses entreprises commerciales fructueuses, le Congrès espère qu'il sera en mesure d'améliorer la situation financière désastreuse du pays. Après que ses propositions aient été bloquées, Morris démissionne par frustration en 1784, et est remplacé par un Conseil du Trésor composé de trois personnes.
Benjamin Lincoln est secrétaire à la Guerre de 1781 jusqu'à la fin de la guerre d'indépendance en 1783. Il est finalement remplacé par Henry Knox, qui occupe ce poste de 1785 à 1789. Robert R. Livingston est secrétaire des Affaires étrangères de 1781 à 1783, et est remplacé dans ses fonctions par John Jay, de 1784 à 1789. Jay se révèle être un administrateur compétent ; il prend le contrôle de la diplomatie de la nation pendant son mandat. Ebenezer Hazard est Postmaster General des États-Unis de 1782 à 1789.

## Gouvernements des États
| État             | Tot. pop. | Pop. esclave | Pop. libre |
| ---------------- | --------- | ------------ | ---------- |
| Connecticut      | 237,946   | 2,764        | 235,182    |
| Delaware         | 59,096    | 8,887        | 50,209     |
| Géorgie          | 82,548    | 29,264       | 53,284     |
| Maryland         | 319,728   | 103,036      | 216,692    |
| Massachusetts    | 378,787   | 0            | 378,787    |
| New Hampshire    | 141,885   | 158          | 141,727    |
| New Jersey       | 184,139   | 11,423       | 172,716    |
| New York         | 340,120   | 21,324       | 318,796    |
| Caroline du Nord | 393,751   | 100,572      | 293,179    |
| Pennsylvanie     | 434,373   | 3,737        | 430,636    |
| Rhode Island     | 68,825    | 948          | 67,877     |
| Caroline du Sud  | 249,073   | 107,094      | 141,979    |
| Virginie         | 691,737   | 287,959      | 403,778    |
| Total            | 3,929,214 | 697,681      | 3,231,533  |

Après que les treize colonies aient déclaré leur indépendance et leur souveraineté en 1776, chacune d'elles est confrontée à la tâche de remplacer l'autorité royale par des institutions fondées sur la souveraineté populaire. À des degrés divers, les États adoptent l'égalitarisme pendant et après la guerre. Chaque État rédige une nouvelle constitution, qui, pour toutes, instaure un exécutif élu et dont beaucoup élargissent considérablement le droit de vote. La Constitution de Pennsylvanie de 1776 est peut-être la plus démocratique, car elle accorde le droit de vote à tous les citoyens de sexe masculin payant des impôts. De nombreuses nouvelles constitutions comprennent une charte des droits et libertés garantissant la liberté de la presse, la liberté d'expression, le procès avec jury et d’autres libertés. Les patriotes conservateurs comme Oliver Wolcott, qui se sont battus pour l'indépendance vis-à-vis de la Grande-Bretagne mais ne sont pas favorables à des changements majeurs dans l'ordre social, observent avec inquiétude la nouvelle influence des classes inférieures et la montée en puissance de politiciens indépendants de la classe supérieure.
Après la fin de la guerre d’indépendance, les États se lancent dans diverses réformes. Plusieurs États inscrivent la liberté de religion dans leurs constitutions et tous les États du Sud mettent fin au statut de l’Anglicanisme comme religion d'État. Plusieurs États créént des universités d’État, tandis que les universités privées prospèrent également. De nombreux États réforment leur code pénal pour réduire le nombre de crimes capitaux. Les États du Nord investissent dans des projets d’infrastructure, notamment des routes et des canaux, qui permettent d’accéder aux colonies occidentales.
Les États prennent également des mesures concernant l’esclavage, ce qui apparait de plus en plus hypocrite à une génération qui s’est battue contre ce qu’elle considère comme une tyrannie. Pendant et après la Révolution, chaque État du Nord adopte des lois ou fait l'objet de décisions judiciaires prévoyant l'émancipation progressive ou l'abolition immédiate de l'esclavage. Bien qu'aucun État du Sud n'ait prévu l'émancipation, ils adoptent des lois limitant le commerce des esclaves.
Les États continuent à porter le fardeau de lourdes dettes contractées pendant la guerre d’indépendance. À l’exception partielle de New York et de Pennsylvanie, qui reçoivent des revenus provenant des droits d’importation, la plupart des États dépendent des impôts individuels et fonciers pour leurs recettes. Pour faire face aux dettes de guerre, plusieurs États sont contraints d’augmenter les impôts à un niveau plusieurs fois supérieur à celui d’avant la guerre. Ces taxes suscitent la colère de la population, en particulier dans les zones rurales, et conduisent dans le Massachusetts à un soulèvement armé connu sous le nom de révolte de Shays. Alors que le Congrès et le gouvernement du Massachusetts se révèlent incapables de réprimer la rébellion, l'ancien secrétaire à la Guerre Benjamin Lincoln lève une armée privée qui met fin à l'insurrection.
La Grande-Bretagne a renoncé à ses revendications sur le Vermont dans le traité de Paris, mais le Vermont ne rejoint pas les États-Unis. Bien que la plupart des habitants du Vermont souhaitent devenir le quatorzième État, New York et le New Hampshire, qui revendiquent tous deux des parties du Vermont, bloquent cette ambition. Tout au long des années 1780, le Vermont agit comme un État indépendant connu sous le nom de République du Vermont.

## Politiques fiscales

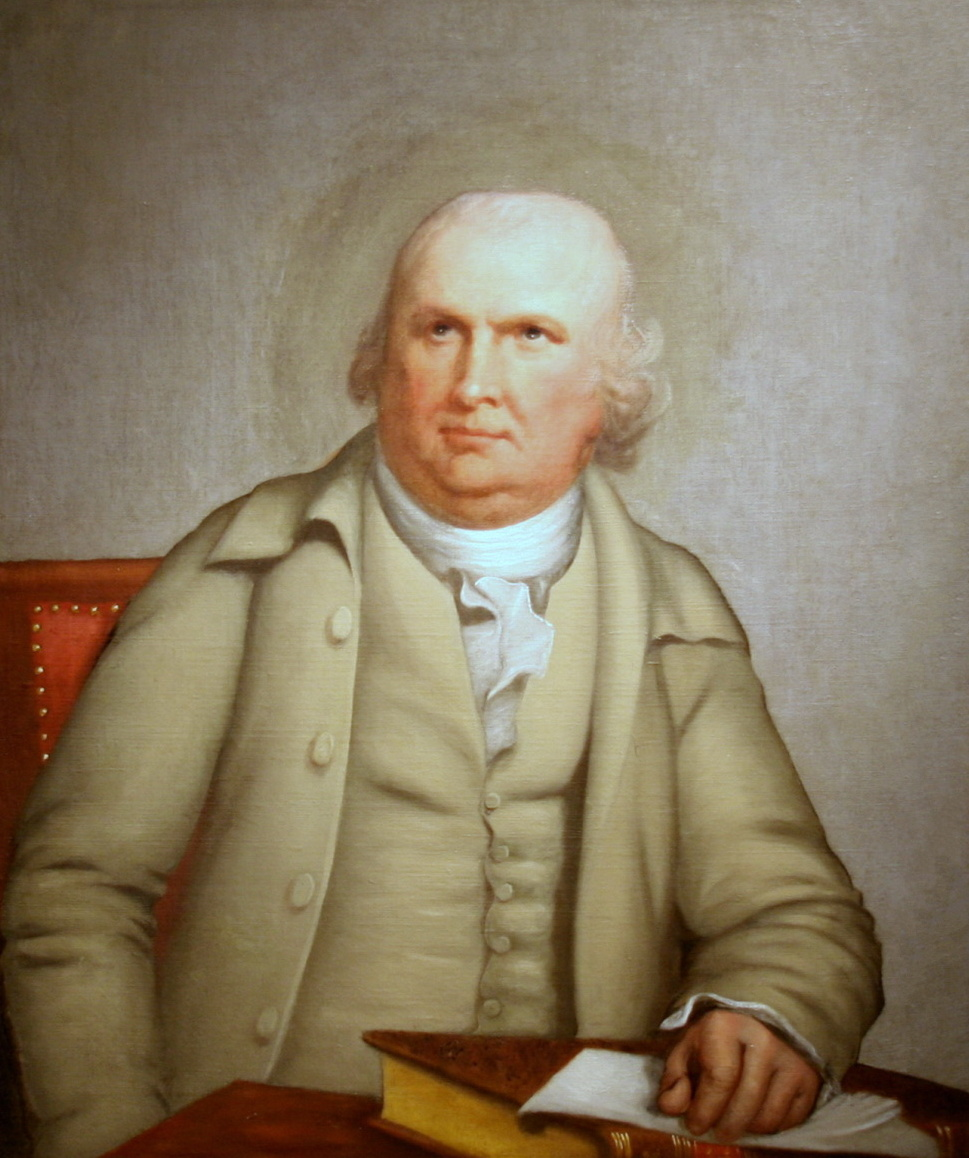
Robert Edge Pine, Robert Morris, vers 1785.

Les États-Unis ont accumulé d'énormes dettes pendant la guerre d'indépendance, en partie à cause du manque de pouvoirs fiscaux du Congrès. En vertu des Articles, seuls les États peuvent lever des impôts ou réglementer le commerce. En 1779, le Congrès cède la majeure partie de son pouvoir économique aux États, en arrêtant d'imprimer de la monnaie et en demandant aux États de payer directement les soldats, mais les États souffrent également d'instabilité fiscale. Robert Morris, nommé surintendant des finances en 1781, obtient l'adoption de réformes centralisatrices majeures telles que la prise en charge partielle de la dette de l'État, la suspension des paiements au personnel militaire et la création de la Banque de l'Amérique du Nord. Morris est sans doute l'individu le plus puissant du gouvernement central, certains le surnommant « Le Financier » ou même « Le Dictateur ». En 1783, avec le soutien de membres du Congrès tels que Madison et Alexander Hamilton, il obtient l'approbation du Congrès d'une taxe de cinq pour cent sur les importations, ce qui garantirait au gouvernement central une source de revenus constante et indépendante. Cependant, avec la signature du traité de Paris, les États deviennnent plus réticents à accorder du pouvoir au Congrès. Bien que tous les États, à l'exception de deux, approuvent la taxe, elle n'obtient jamais le soutien unanime des États et le Congrès a donc du mal à trouver des recettes tout au long des années 1780.

## Défense commune

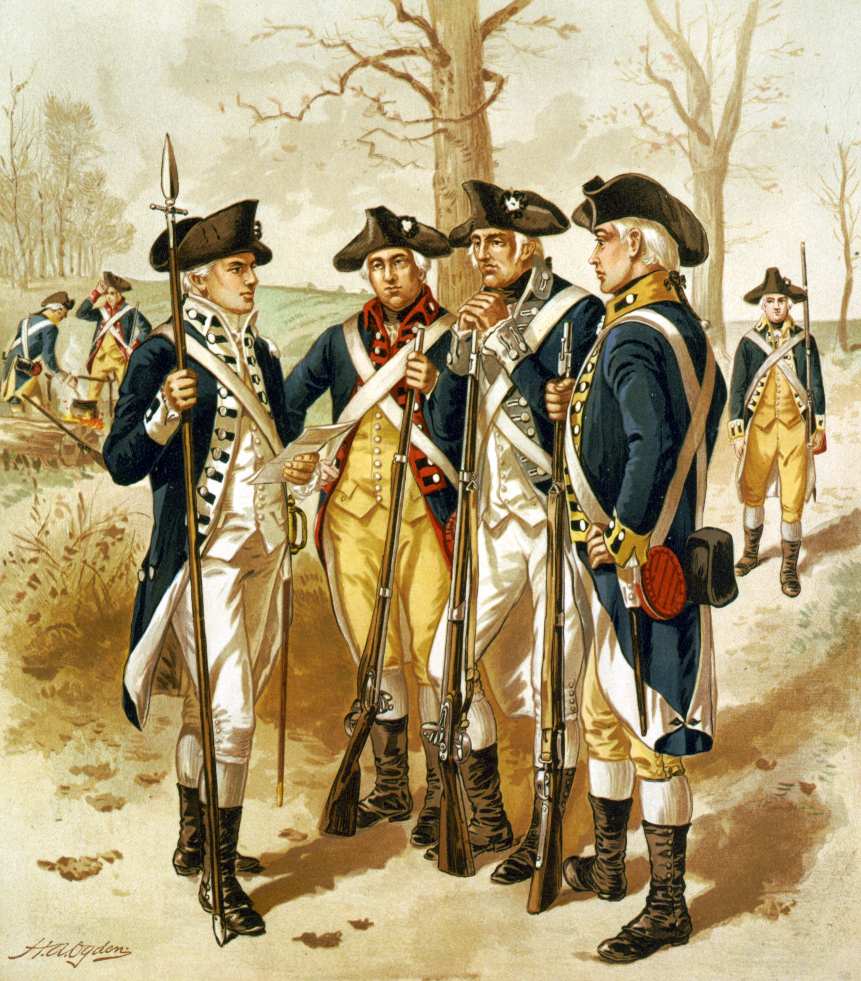
Henry Alexander Ogden, Infanterie : Continental Army, 1779-1783.

À la fin de la guerre d'indépendance, les officiers et les soldats de la Continental Army sont de plus en plus mécontents de leur absence de solde, le Congrès ayant suspendu le paiement en raison de la mauvaise situation financière du gouvernement central. Il avait promis aux officiers une rente à vie en 1780, mais peu d’entre eux croient qu’ils recevront cet avantage. En décembre 1782, plusieurs officiers, dirigés par Alexander McDougall, adressent une pétition au Congrès pour obtenir leurs avantages. Les officiers espérent utiliser leur influence pour forcer les États à autoriser le gouvernement fédéral à prélever un droit, qui à son tour fournirait des revenus pour payer les soldats. Des historiens comme Robert Middlekauff soutiennent que certains membres du gouvernement central, dont le membre du Congrès Alexander Hamilton et le surintendant des finances Robert Morris, ont tenté d'utiliser ce mécontentement croissant pour accroître le pouvoir du Congrès. Une lettre anonyme circule parmi les officiers demandant le paiement des soldats et menaçant de mutinerie contre le général Washington et le Congrès. Lors d'une réunion d'officiers de l'armée en mars 1783, Washington dénonce la lettre, mais promet de faire pression sur le Congrès pour obtenir le paiement. Le discours de Washington désamorce la conspiration de Newburgh, du nom de la ville de New York où l'armée est en campement, mais le mécontentement parmi les soldats reste élevé. En mai 1783, craignant une mutinerie, Washington met en congé la majeure partie de son armée.

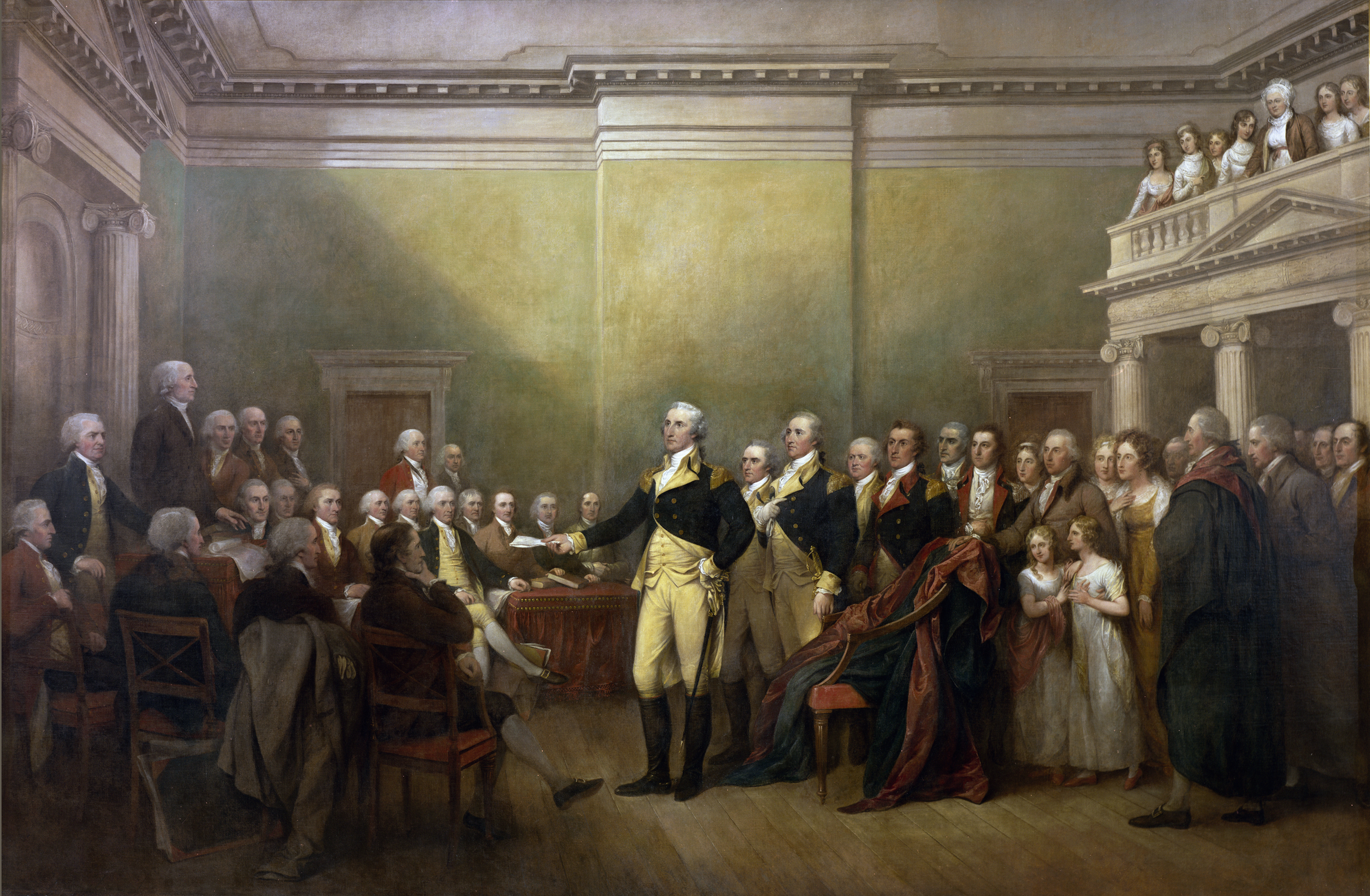
John Trumbull, Le général George Washington démissionnant de sa commission à Annapolis, Maryland, le 23 décembre 1783, 1824, rotonde du Capitole des États-Unis.

Après que le Congrès ait échoué à faire passer un amendement accordant au gouvernement central le pouvoir de prélever un impôt sur les importations, Morris paie l'armée avec des certificats que les soldats nomment « Morris notes ». Les notes promettent de payer les soldats dans les six mois, mais peu de soldats croient qu'ils recevront un jour leur paiement ; la plupart des Morris notes sont vendus à des spéculateurs. De nombreux soldats pauvres sont contraints de mendier de l’aide durant leur voyage de retour. En juin 1783, la mutinerie de Pennsylvanie éclate parmi des soldats en colère qui exigent un paiement, obligeant le Congrès à déplacer la capitale à Princeton. Lors de sa réouverture, le Congrès réduit la taille de l'armée de 11 000 à 2 000 hommes. Bien que la sécurité soit une priorité absolue des dirigeants américains à court terme, une armée continentale plus petite suffirait, car les Américains sont convaincus que l'océan Atlantique assurerait une protection contre les puissances européennes. Le 23 décembre 1783, Washington démissionne de l'armée, gagnant l'admiration de beaucoup pour sa volonté de renoncer au pouvoir.
En août 1784, le Congrès crée le First American Regiment, la première unité d'infanterie de la Regular Army en temps de paix, qui sert principalement à la frontière américaine. Malgré cela, la taille de l'armée continue à diminuer, jusqu'à seulement 625 soldats, tandis que le Congrès dissout effectivement la Continental Navy en 1785 avec la vente de l'USS Alliance. La petite armée mal équipée se révèle impuissante à empêcher les pionniers de s'installer sur les terres amérindiennes, aggravant encore la situation tendue à la frontière.

## Colonisation de l'Ouest
En partie à cause des restrictions imposées par la Proclamation royale de 1763, seule une poignée d'Américains se sont installés à l'ouest des Appalaches avant le déclenchement de la guerre d'indépendance américaine. Le début de cette guerre lève la barrière à la colonisation et, en 1782, environ 25 000 Américains se sont installés trans-Appalaches. Après la guerre, la colonisation américaine dans la région se poursuit. Bien que la vie dans ces nouvelles terres s'avère difficile pour beaucoup, la colonisation occidentale offre la possibilité d'acquérir une propriété, une aspiration irréaliste pour certains à l'Est. L'expansion vers l'ouest suscite l'enthousiasme même chez ceux qui n'y ont pas migré, et de nombreux Américains de premier plan, dont Washington, Benjamin Franklin et John Jay, y achètent des terres. Les spéculateurs fonciers constituent des groupes comme l'Ohio Company, qui acquiert des titres de propriété sur de vastes étendues de terre dans l'Ouest et entre souvent en conflit avec les colons. Washington et d'autres cofondent la Potomac Company pour construire un canal reliant le fleuve Potomac à la rivière Ohio. Washington espère que ce canal fournira un lien culturel et économique entre l'Est et l'Ouest, garantissant ainsi que l'Ouest ne finira pas par faire sécession.

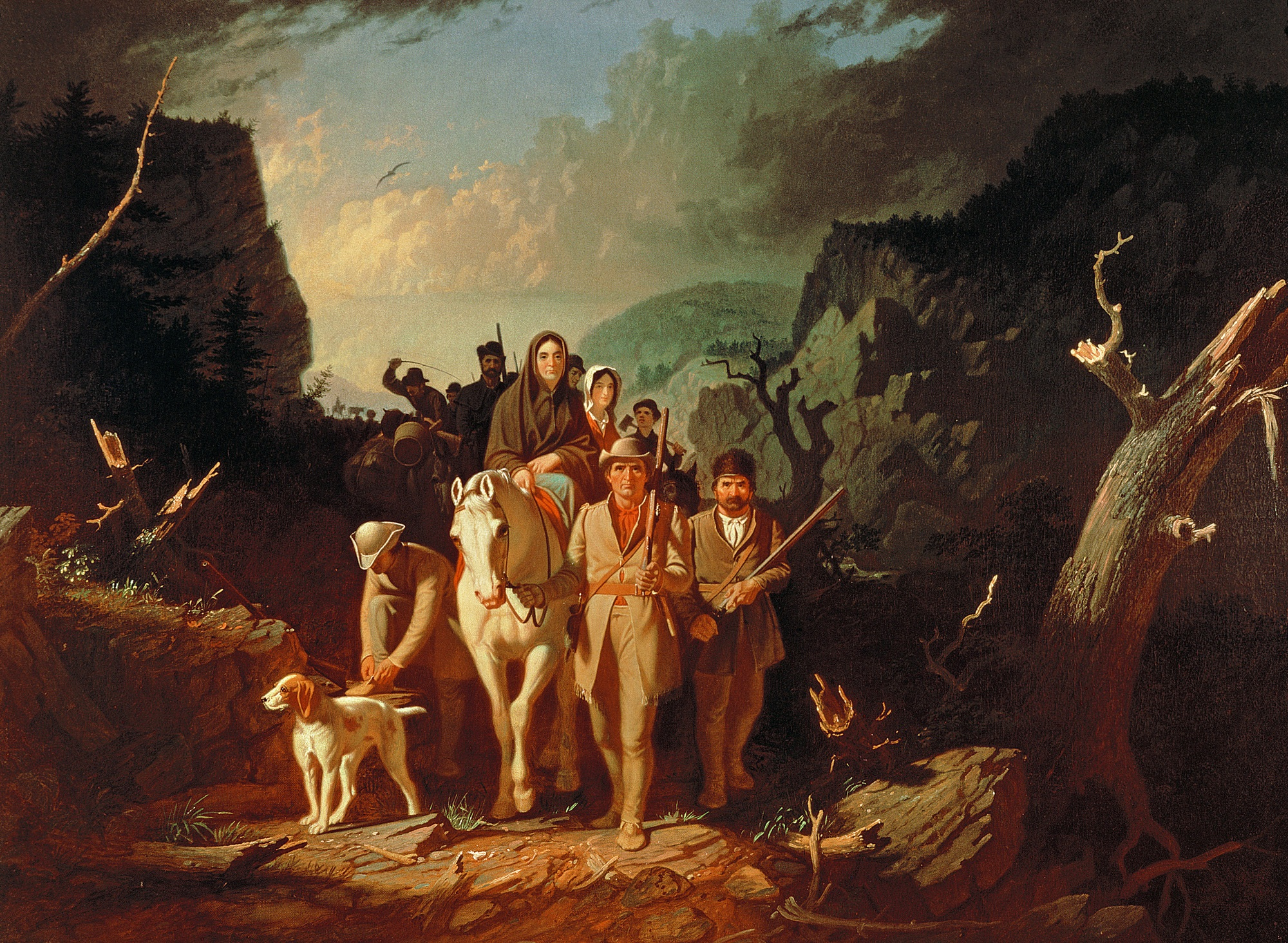
George Caleb Bingham, Daniel Boone escortant les colons à travers le Cumberland Gap, 1851-1852, Mildred Lane Kemper Art Museum, Saint-Louis.

En 1784, la Virginie cède officiellement ses revendications au nord de la rivière Ohio. Le Congrès crée un gouvernement pour la région désormais connue sous le nom de Territoire du Nord-Ouest avec l'ordonnance de 1784 et l'ordonnance de 1785. Ces lois établissent le principe selon lequel le Territoire du Nord-Ouest sera gouverné par un gouvernement territorial, sous l’égide du Congrès, jusqu’à ce qu’il atteigne un certain niveau de développement politique et économique. À ce stade, les anciens territoires entreraient dans l’Union en tant qu’États, avec des droits égaux à ceux de tout autre État. Le territoire fédéral s'étend sur la majeure partie de la zone à l'ouest de la Pennsylvanie et au nord de la rivière Ohio, bien que le Connecticut conserve une petite partie de sa revendication à l'ouest sous la forme de la Connecticut Western Reserve, une bande de terre au sud du lac Érié. En 1787, le Congrès adopte l'ordonnance du Nord-Ouest, qui lui accorde un plus grand contrôle sur la région en établissant le Territoire du Nord-Ouest. En vertu du nouvel arrangement, de nombreux fonctionnaires, autrefois élus du territoire, sont nommés par le Congrès. Afin d'attirer les colons du Nord, le Congrès interdit l'esclavage dans le Territoire du Nord-Ouest, mais il adopte également une loi sur les esclaves fugitifs pour apaiser les États du Sud.
Alors que l'ancien Nord-Ouest tombe sous le contrôle du gouvernement fédéral, la Géorgie, la Caroline du Nord et la Virginie conservent le contrôle du Territoire du Sud-Ouest ; chaque État prétend s'étendre à l'ouest jusqu'au fleuve Mississippi. En 1784, les colons de l'ouest de la Caroline du Nord cherchent à obtenir le statut d'État sous le nom d'État de Franklin, mais leurs efforts sont rejetés par le Congrès, qui ne veut pas créer un précédent concernant la sécession des États. Lors du recensement de 1790, les populations du Tennessee et du Kentucky ont augmenté de façon spectaculaire, atteignant respectivement 73 000 et 35 000 habitants. Le Kentucky, le Tennessee et le Vermont obtiendront tous le statut d'État entre 1791 et 1795.
Avec l’aide de la Grande-Bretagne et de l’Espagne, les Amérindiens résistent à la colonisation occidentale. Bien que les dirigeants du Sud et de nombreux fédéralistes apportent leur soutien politique aux colons, la plupart des dirigeants du Nord sont plus préoccupés par le commerce que par la colonisation de l'Ouest, et le faible gouvernement central n'a pas le pouvoir d'obliger les gouvernements étrangers à faire des concessions. La fermeture du fleuve Mississippi par l'Espagne en 1784 empêche l'accès à la mer aux exportations des agriculteurs de l'Ouest, y entravant considérablement les efforts de colonisation ; l'Espagne fournit par ailleurs des armes aux Amérindiens. Les Britanniques restreingnent la colonisation des terres trans-Appalaches avant 1776 et ils continuent à fournir des armes aux Amérindiens après la signature du traité de Paris. Entre 1783 et 1787, des centaines de colons meurent dans des conflits mineurs avec les Amérindiens, ces conflits découragent toute nouvelle colonisation. Comme le Congrès fournit peu de soutien militaire contre les Amérindiens, la plupart des combats sont menés par les colons. À la fin de la décennie, la frontière est engloutie dans la guerre amérindienne du Nord-Ouest contre une confédération du Nord-Ouest. Ces Amérindiens cherchent à créer un État-barrière indien indépendant avec le soutien des Britanniques, ce qui constitue un défi majeur en matière de politique étrangère pour les États-Unis.

## Économie et commerce

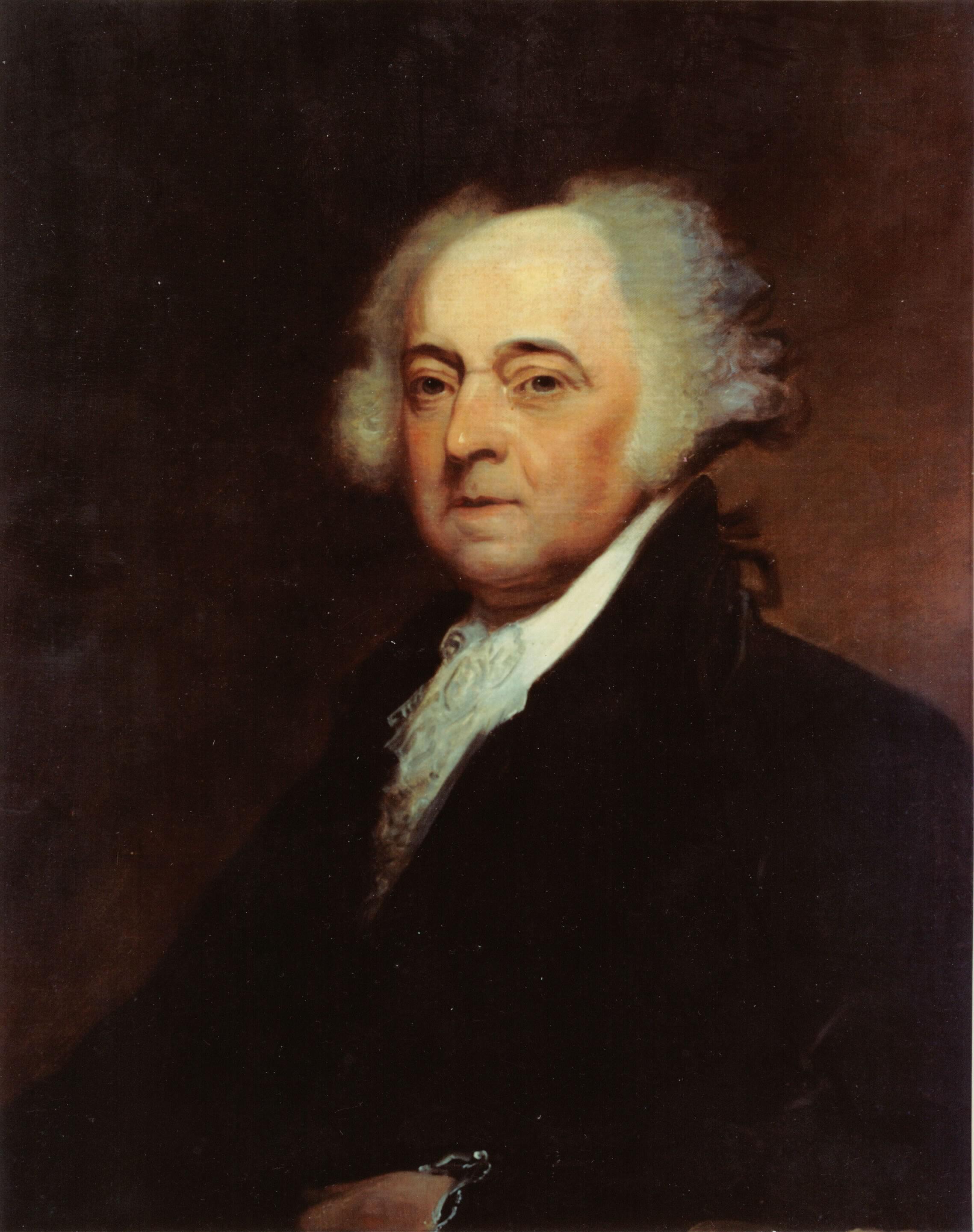
Asher Brown Durand, Portrait de John Adams (1735-1826), Naval History & Heritage Command.

Une brève récession économique suit la guerre, mais la prospérité revient en 1786. Environ 80 000 loyalistes quittent les États-Unis pour d'autres régions de l'Empire britannique, laissant derrière eux leurs terres et leurs propriétés,. Certains reviennnent après la guerre, notamment dans des États plus accueillants comme New York et la Caroline du Sud. Sur le plan économique, les États du Mid-Atlantic se rétablissent particulièrement rapidement et commencent à fabriquer et à transformer des biens, tandis que la Nouvelle-Angleterre et le Sud connaissent des reprises plus inégales. Le commerce avec la Grande-Bretagne reprend et le volume des importations britanniques après la guerre égale celui d'avant la guerre, mais les exportations chutent de façon vertigineuse. John Adams, alors ambassadeur en Grande-Bretagne, appelle à l'instauration d'un tarif de rétorsion afin de forcer les Britanniques à négocier un traité commercial, notamment concernant l'accès aux marchés des Caraïbes. Cependant, le Congrès n'a pas le pouvoir de réglementer le commerce extérieur ou de contraindre les États à suivre une politique commerciale unifiée, et la Grande-Bretagne se montre peu disposée à négocier. Bien que le commerce avec les Britanniques n’ait pas complètement repris, les États-Unis développent leurs échanges avec la France, les Pays-Bas, le Portugal et d’autres pays européens. Malgré ces bonnes conditions économiques, de nombreux commerçants se plaignent des droits de douane élevés imposés par chaque État, qui servent à restreindre le commerce interétatique. De nombreux créanciers souffrent également de l’incapacité des gouvernements nationaux à rembourser les dettes contractées pendant la guerre. Bien que les années 1780 voient une croissance économique modérée, beaucoup connaissent une insécurité économique ; le Congrès est largement critiqué pour son incapacité à favoriser une économie plus forte.

## Affaires étrangères

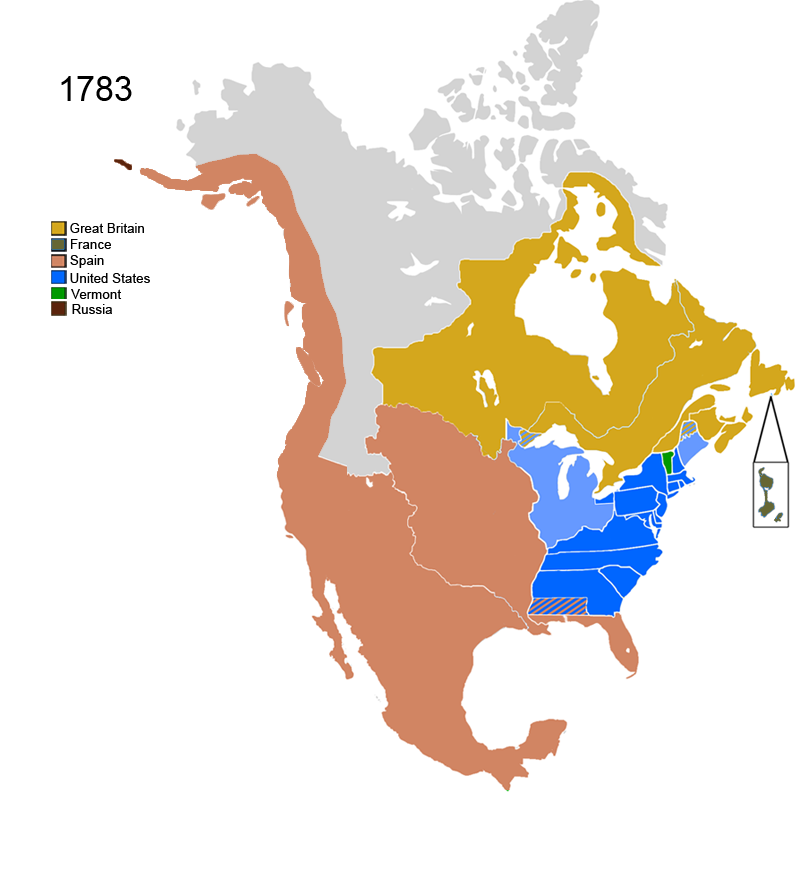
L'Amérique du Nord après le traité de Paris. Les États-Unis (bleu) sont bordés par le Royaume-Uni (jaune) au nord et par l'Espagne (marron) au sud et à l'ouest.

Au cours de la décennie qui suit la fin de la guerre d’indépendance, les États-Unis bénéficient d’une longue période de paix en Europe, aucun pays ne représentant une menace directe ou immédiate pour eux. Néanmoins, la faiblesse du gouvernement central et le désir des anti-fédéralistes d’empêcher un gouvernement fédéral d’assumer les pouvoirs détenus par les gouvernements des États, entravent grandement la diplomatie. En 1776, le Congrès continental rédige le Model Treaty, ou Plan de 1776, qui sert de guide à la politique étrangère américaine durant les années 1780. Le traité vise à abolir les barrières commerciales telles que les tarifs douaniers, tout en évitant les complications politiques ou militaires. Cela reflète les priorités de politique étrangère de nombreux Américains, qui cherchent à jouer un rôle important dans la communauté commerciale mondiale tout en évitant la guerre. Dépourvus d'une armée forte et divisés par des priorités sectorielles divergentes, les États-Unis sont souvent contraints d'accepter des conditions commerciales défavorables au cours des années 1780.

### Grande-Bretagne

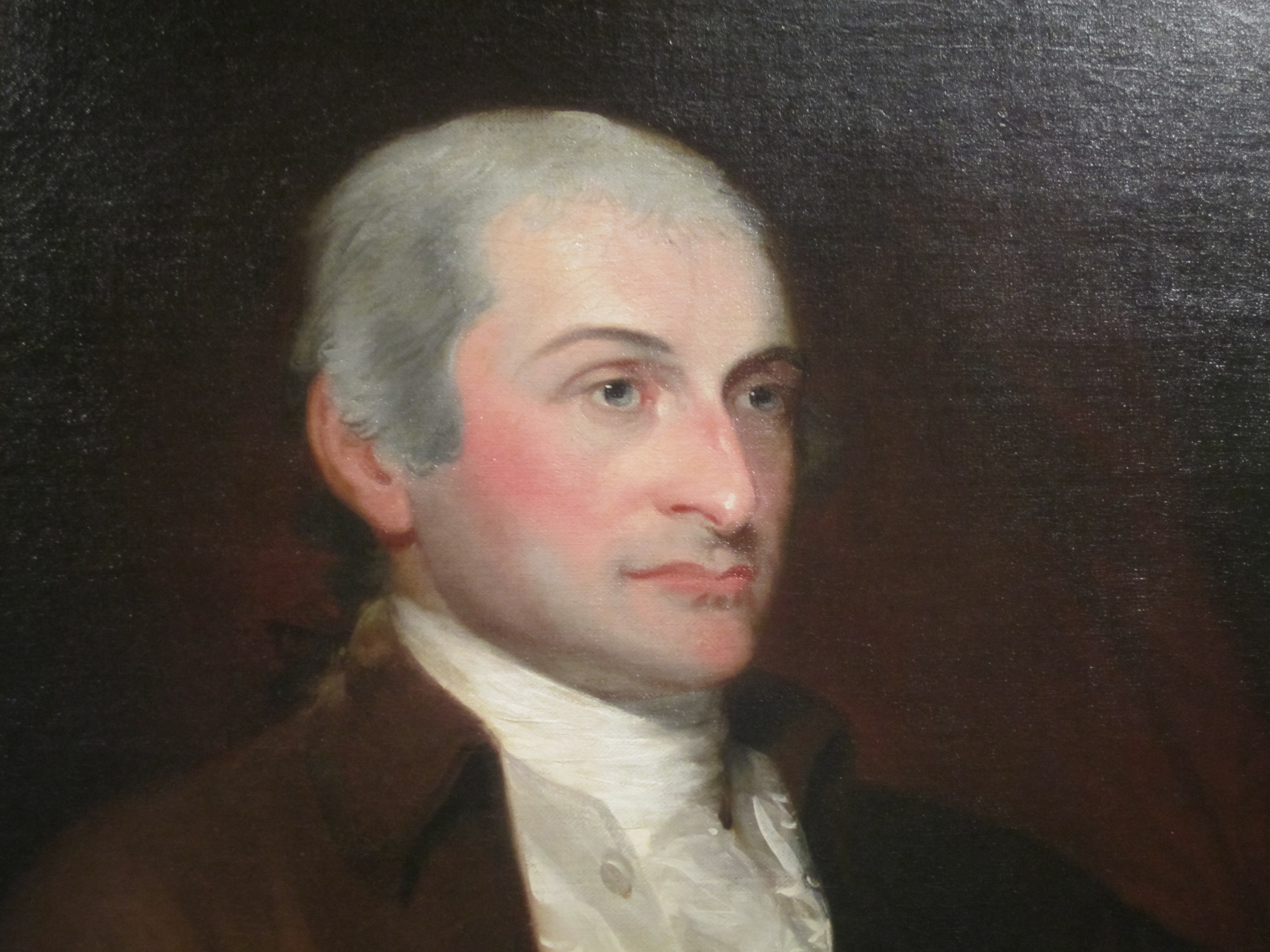
John Jay, National Portrait Gallery.

William Petty FitzMaurice est Premier ministre lors des négociations qui conduisent au traité de Paris. Il est favorable à des relations pacifiques et à une augmentation des échanges commerciaux avec les États-Unis, mais son gouvernement tombe en 1783, et ses successeurs sont moins enclins à entretenir des relations amicales avec les États-Unis. De nombreux dirigeants britanniques espérent que les États-Unis finiront par s’effondrer en raison de leur manque de cohésion, ce qui permettrait à la Grande-Bretagne de rétablir son hégémonie sur l’Amérique du Nord. Dans les territoires de l'Ouest, principalement dans les actuels Wisconsin et Michigan, les Britanniques conservent le contrôle de plusieurs forts et continuent à cultiver des alliances avec les Amérindiens. Ces politiques entravent la colonisation américaine et permettent à la Grande-Bretagne de tirer profit du lucratifcommerce des fourrures. Les Britanniques justifient leur occupation continue des forts en arguant que les Américains ont bloqué le recouvrement des dettes d'avant-guerre dues aux citoyens britanniques, ce qu'une enquête ultérieure menée par John Jay confirme. Comme le Congrès, impuissant, ne peut pas faire grand-chose pour contraindre les États à agir, les Britanniques conservent leur justification à l'occupation des forts jusqu'à ce que la question soit réglée par le traité de Londres en 1795.
John Jay souligne la nécessité d'élargir le commerce international, en particulier avec la Grande-Bretagne, qui réalise de loin la plus grande partie des échanges internationaux. Cependant, celle-ci continue à poursuivre des politiques économiques mercantilistes, exclut les États-Unis du commerce avec ses colonies des Caraïbes et l'inonde de produits manufacturés. Les commerçants américains réagissent en ouvrant un tout nouveau marché en Chine. Les Américains achètent avec enthousiasme du thé, des soieries, des épices et de la porcelaine, tandis que les Chinois sont avides de ginseng américain et de fourrures.

### Espagne

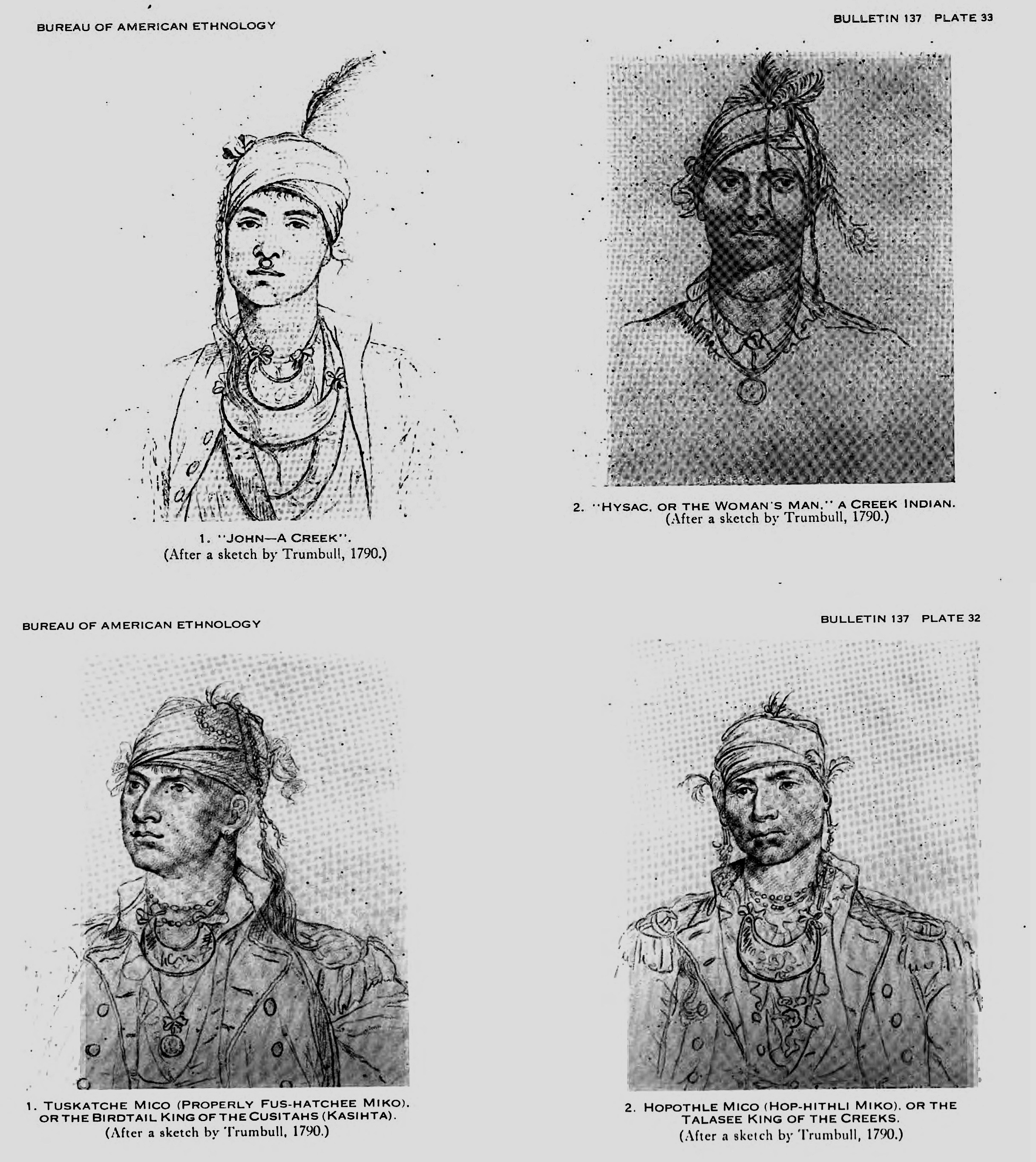
John Trumbull, croquis des chefs des Creeks aux négociations du traité de 1790 à New York.

L'Espagne combat les Britanniques en tant qu'alliée de la France pendant la guerre d'indépendance, mais elle se méfie de l'idéologie du républicanisme et n'est pas officiellement une alliée des États-Unis. Elle contrôle les territoires de Floride et de Louisiane, situés au sud et à l'ouest des États-Unis. Les Américains ont depuis longtemps reconnu l'importance des droits de navigation sur le fleuve Mississippi, car c'est le seul débouché réaliste pour de nombreux colons des terres trans-Appalaches pour expédier leurs produits vers d'autres marchés, y compris la côte est.
Bien qu’ayant combattu un ennemi commun lors de la guerre d’indépendance, l’Espagne considère l’expansionnisme américain comme une menace pour son empire. Cherchant à arrêter la colonisation américaine du vieux Sud-Ouest, elle refuse aux États-Unis les droits de navigation sur le fleuve Mississippi, fournit des armes aux Amérindiens et recrute des colons américains amicaux dans les territoires peu peuplés de Floride et de Louisiane. En collaboration avec Alexander McGillivray, elle signe des traités avec les Creeks, les Chicachas et les Chactas, qui font la paix entre eux et s'allient à elle, mais la coalition pan-indienne s'avère instable,,. L'Espagne soudoie également le général américain James Wilkinson dans un complot visant à faire sécession d'une grande partie du sud-ouest des États-Unis, mais rien n'en ressort.
Malgré les tensions géopolitiques, les marchands espagnols accueillent favorablement le commerce avec les États-Unis et encouragent ces derniers à établir des consulats dans les colonies espagnoles du Nouveau Monde. Une nouvelle route commerciale apparait avec laquelle les marchands américains importent des marchandises de Grande-Bretagne et les revendent ensuite aux colonies espagnoles. Les États-Unis et l’Espagne concluent le traité Jay-Gardoqui, qui aurait obligé les États-Unis à renoncer à tout droit d’accès au fleuve Mississippi pendant vingt-cinq ans en échange d’un traité commercial et de la reconnaissance mutuelle des frontières. En 1786, Jay soumet le traité au Congrès, précipitant un débat conflictuel. Les sudistes, menés par James Monroe de Virginie, s'opposent à la disposition concernant le Mississippi et accusent Jay de favoriser les intérêts commerciaux du Nord-Est au détriment de la croissance de l'Ouest. La ratification des traités nécessite neuf votes en vertu des Articles de la Confédération ; les cinq États du Sud votent contre la ratification, le condamnant.

### France

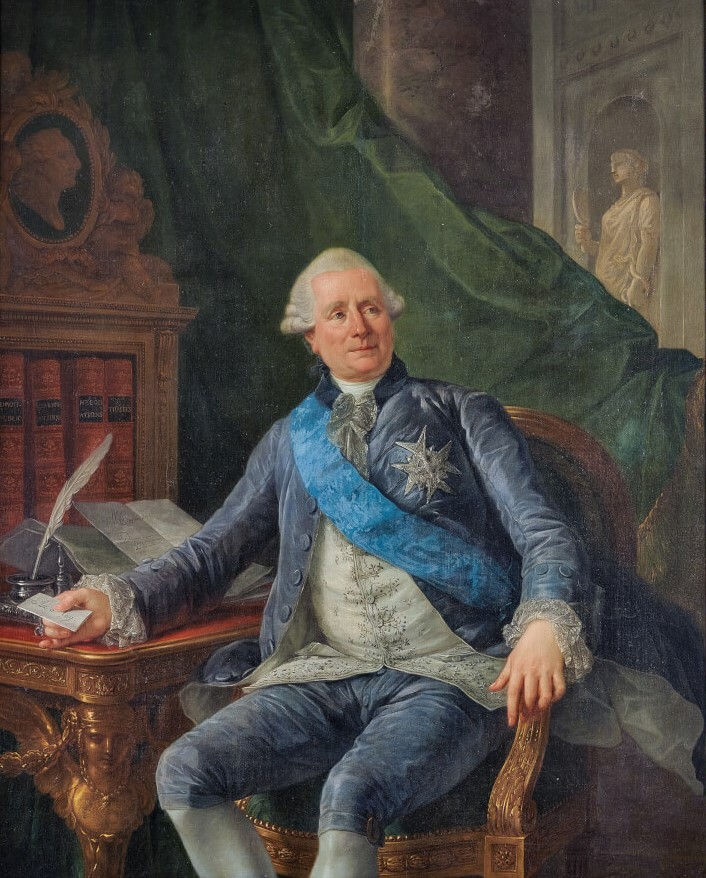
Antoine-François Callet, Charles Gravier, comte de Vergennes, ministre.

La France est entrée dans la guerre d'indépendance sous la direction du ministre des Affaires étrangères Charles Gravier de Vergennes, en grande partie pour nuire aux Britanniques. Les Français étaient un allié indispensable pendant la guerre, fournissant du matériel, des finances et une marine puissante. En 1778, la France et les États-Unis signent le traité d'Alliance, établissant une alliance militaire « perpétuelle », ainsi que le Traité d'Amitié et de Commerce franco-américain, qui établit des liens commerciaux. Dans le traité de Paris, la Grande-Bretagne consent à des conditions relativement favorables aux États-Unis, en partie par désir d'affaiblir la dépendance américaine envers la France. Après la guerre, les États-Unis cherchent à accroître leurs échanges commerciaux avec la France, mais les échanges entre les deux pays restent limités. Ils demandent également l'aide de la France pour faire pression sur les Britanniques afin qu'ils évacuent leurs forts sur le territoire américain, mais les Français ne sont pas disposés à intervenir à nouveau dans les relations anglo-américaines.

### Autres problématiques

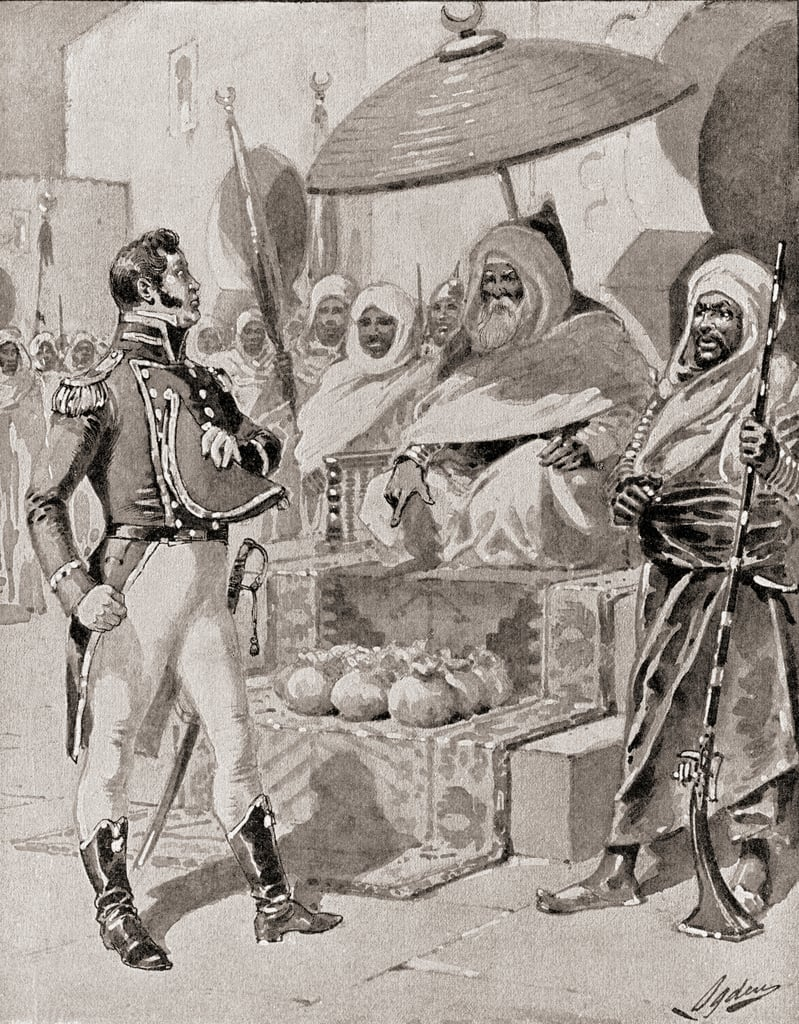
Henry Alexander Ogden, Le capitaine William Bainbridge payant un tribut au Dey d'Alger, Mustapha Pacha, 1800.

John Adams, en tant qu'ambassadeur aux Pays-Bas, réussit à convaincre le petit pays de rompre son alliance avec la Grande-Bretagne, de rejoindre la guerre aux côtés de la France et de fournir un financement et une reconnaissance officielle aux États-Unis en 1782. Les Pays-Bas, avec la France, deviennent le principal allié des États-Unis en Europe.
Les pirates barbaresques, qui opérent à partir des États d'Afrique du Nord de l'empire chérifien, de la Régence d'Alger, du Beylicat de Tunis et de la Régence de Tripoli, représentent une menace pour la navigation en mer Méditerranée à la fin du XVIIIe siècle. Les principales puissances européennes paient un tribut aux pirates barbaresques pour éviter leurs attaques, mais les États-Unis ne sont pas disposés à accepter les conditions demandées par les pirates, en partie à cause du manque d'argent du gouvernement central. Ainsi, les pirates s'en prennent aux navires américains dans les années 1780,.

## Création d'une nouvelle constitution

### Efforts de réforme
La fin de la guerre en 1783 met temporairement fin à toute possibilité pour les États de céder leur pouvoir à un gouvernement central, mais certains membres du Congrès et d'autres en dehors continuent à être favorables à un gouvernement fédéral plus fort ou plus efficace. Les soldats et les anciens soldats forment un bloc puissant réclamant un meilleur gouvernement fédéral, qui, selon eux, permettrait un meilleur leadership en temps de guerre. Ils sont rejoints par des commerçants, qui souhaitent un gouvernement fédéral fort pour assurer l'ordre et des politiques économiques saines, et par de nombreux expansionnistes, qui pensent que le gouvernement central est le mieux placé pour protéger les terres américaines de l'Ouest. De plus, John Jay, Henry Knox et d’autres appellent à la création d’un exécutif indépendant qui pourrait gouverner de manière plus décisive qu’un grand organe législatif comme le Congrès. Malgré un sentiment nationaliste croissant, notamment parmi les jeunes Américains, les efforts du fédéralisme visant à accorder au Congrès davantage de pouvoirs sont contrecarrés par ceux qui préférent la poursuite de la suprématie des États. La plupart des Américains considèrent la guerre d'indépendance comme une lutte contre un gouvernement fort, et peu de dirigeants d'État sont prêts à abandonner la souveraineté de leur propre État. En 1786, sous la direction de Charles Cotesworth Pinckney de Caroline du Sud, un grand comité est créé au Congrès pour examiner les amendements constitutionnels. Le comité propose sept amendements ; ses propositions auraient accordé au gouvernement central le pouvoir de réglementer le commerce et d’infliger des amendes aux États qui ne fournissent pas un financement adéquat au Congrès. Le Congrès ne donne pas suite à ces propositions et les réformateurs commencent à agir en dehors de lui.

### Convocation à la Convention de Philadelphie
En 1785, George Washington accueille la Conférence de Mount Vernon, qui établit un accord entre le Maryland et la Virginie concernant plusieurs questions commerciales. Encouragé par cet exemple de coopération interétatique, Madison convainc l'assemblée de Virginie d'accueillir une autre conférence, la Convention d'Annapolis, dans le but de promouvoir le commerce interétatique. Seules cinq délégations d’État assistent à la convention, mais les délégués présents sont largement d’accord sur la nécessité de réformer le gouvernement fédéral. Ils appellent à la tenue d'une deuxième convention en 1787 à Philadelphie pour examiner une réforme constitutionnelle. Dans les mois qui suivent la Convention d’Annapolis, les réformateurs prennent des mesures pour assurer une meilleure participation à la convention suivante. Ils obtiennent la bénédiction du Congrès pour envisager une réforme constitutionnelle et prennent soin d’inviter George Washington, le dirigeant américain le plus éminent. L'appel fédéraliste à une convention constitutionnelle est renforcé par le déclenchement de la rébellion de Shays, qui convainc de nombreuses personnes de la nécessité d'un gouvernement fédéral suffisamment puissant pour aider à réprimer les soulèvements.
Même si toute la population n’a pas le sentiment que les Articles de la Confédération nécessitent une réforme majeure, les dirigeants de chaque État reconnaissent les problèmes posés par la faiblesse du gouvernement central. Lorsque la Convention de Philadelphie s'ouvre en mai 1787, tous les États, à l'exception du Rhode Island, envoient une délégation. Les trois quarts des délégués a siégé au Congrès et tous reconnaissent la difficulté et l’importance de modifier les Articles. Bien que chaque délégué craigne la perte du pouvoir de son propre État, un large consensus se dégage parmi eux sur le fait que les États-Unis ont besoin d'un gouvernement fédéral plus fort, capable de gérer efficacement les relations étrangères et d'assurer la sécurité. Beaucoup espérent également établir une monnaie commune et des lois communes sur le droit d’auteur et l’immigration. Avec la présence de dirigeants puissants et respectés comme Washington et Franklin, qui contribuent à donner une certaine légitimité à la convocation, les délégués conviennent de procéder à des changements radicaux au sein du gouvernement central.

### Rédaction de la nouvelle constitution

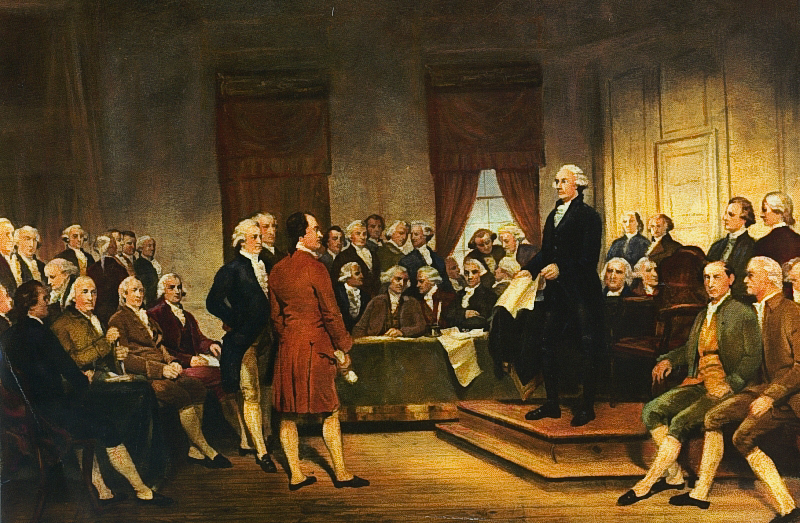
Junius Brutus Stearns, Washington à la Convention constitutionnelle de 1787, 1856, musée des Beaux-Arts de Virginie.

Peu de temps après le début de la convention en septembre 1787, les délégués élisent George Washington à la présidence de la convention et conviennent que les réunions ne seront pas ouvertes au public. Cette dernière décision permet d’envisager l’élaboration d’une constitution entièrement nouvelle, car l’examen ouvert d’une nouvelle constitution aurait probablement suscité un grand tollé public. Sous la direction de James Madison, les délégués de Virginie introduisent un ensemble de réformes connu sous le nom de Plan de Virginie, qui appelle à un gouvernement central plus efficace avec trois organes gouvernementaux indépendants : l'exécutif, le législatif et le judiciaire. Le plan prévoit un gouvernement fédéral fort doté du pouvoir d’annuler les lois des États. Le plan de Madison est bien accueilli et sert de base aux discussions de la convention, bien que plusieurs de ses dispositions soient modifiées au cours de celle-ci. Madison et James Wilson de Pennsylvanie y apparaissent comme deux des plus importants défenseurs d'une nouvelle constitution basée sur le Plan de Virginie, tandis que Edmund Randolph, George Mason et Elbridge Gerry sont les principaux opposants au document final.

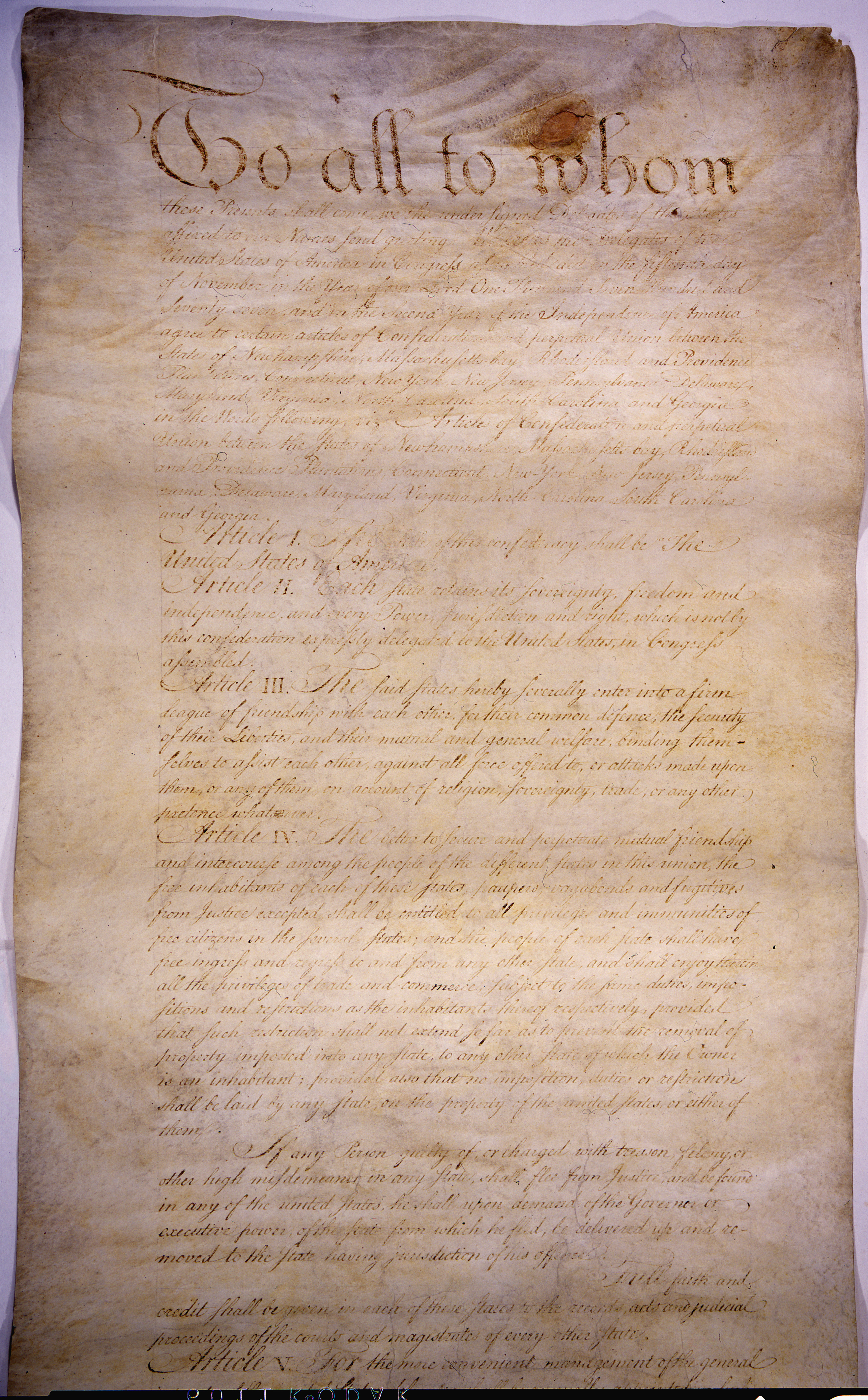
Articles de la Confédération ayant servi de première constitution aux États-Unis.

L'équilibre des pouvoirs entre le gouvernement fédéral et les gouvernements des États devient le sujet le plus débattu de la convention. Celle-ci convient finalement d'un cadre dans lequel le gouvernement fédéral et ceux des États partageraient le pouvoir : le gouvernement fédéral régulerait le commerce interétatique et extérieur, frapperait la monnaie et superviserait les relations étrangères, mais les États continueraient d’exercer leur pouvoir dans d’autres domaines. Un deuxième problème majeur est la répartition des représentants au Congrès. Les délégués des grands États souhaitent que la représentation au Congrès soit proportionnelle à la population, tandis que les délégués des petits États préfèrent que chaque État ait le même nombre de représentants. Dans le compromis du Connecticut, les délégués conviennent de créer un Congrès bicaméral dans lequel chaque État aurait un nombre égal de représentants à la chambre haute (le Sénat), tandis que la représentation à la chambre basse (la Chambre des représentants) serait répartie en fonction de la population. La question de l’esclavage menace également de faire échouer la convention, même si l’abolition n’est pas une priorité pour les délégués du Nord. Les délégués acceptent le compromis des trois-cinquièmes, qui prend en compte les trois cinquièmes de la population esclave à des fins de taxation et de représentation. Les sudistes obtiennent également l'inclusion de la clause sur les esclaves fugitifs, qui permet aux propriétaires de récupérer leurs esclaves en fuite dans les États libres, ainsi qu'une clause interdisant au Congrès d'interdire la traite négrière transatlantique jusqu'en 1808. Les délégués de la convention cherchent également à limiter le caractère démocratique de la nouvelle constitution, avec des élections indirectes pour le Sénat et le bureau du président des États-Unis, qui dirigera le pouvoir exécutif.
La constitution proposée contient plusieurs autres différences importantes par rapport aux Articles de la Confédération. Les États voient leur pouvoir économique sévèrement limité, notamment avec l'interdiction de porter atteinte aux contrats. Alors que les membres du Congrès de la Confédération et la plupart des législateurs des États exerçeront un mandat d'un an, les membres de la Chambre exerçeront un mandat de deux ans et les membres du Sénat un mandat de six ans. Aucune des deux chambres du Congrès ne sera soumise à une limitation du nombre de mandats. Les États éliront les membres du Sénat, la Chambre des représentants sera élue directement par le peuple. Le président sera élu indépendamment du pouvoir législatif et détiendra de larges pouvoirs sur les affaires étrangères, la politique militaire et les nominations. Le président recevra également le pouvoir d’opposer son veto à toute loi. Le pouvoir judiciaire des États-Unis sera confié à la Cour suprême des États-Unis et à tous les tribunaux inférieurs institués par le Congrès ; ces tribunaux auront compétence sur les questions fédérales. Le processus d’amendement ne nécessitera plus le consentement unanime des États, bien qu’il nécessitera toujours l’approbation du Congrès et d’une majorité d’États.

### Affrontement pour la ratification
| Ratification constitutionnelle par l’État | Ratification constitutionnelle par l’État | Ratification constitutionnelle par l’État | Ratification constitutionnelle par l’État | Ratification constitutionnelle par l’État |
|                                           | Date                                      | État                                      | Votes                                     | Votes                                     |
| Oui                                       | Date                                      | État                                      | Non                                       |                                           |
| ----------------------------------------- | ----------------------------------------- | ----------------------------------------- | ----------------------------------------- | ----------------------------------------- |
| 1                                         | 7 décembre 1787                           | Delaware                                  | 30                                        | 0                                         |
| 2                                         | 11 décembre 1787                          | Pennsylvanie                              | 46                                        | 23                                        |
| 3                                         | 18 décembre 1787                          | New Jersey                                | 38                                        | 0                                         |
| 4                                         | 2 janvier 1788                            | Géorgie                                   | 26                                        | 0                                         |
| 5                                         | 9 janvier 1788                            | Connecticut                               | 128                                       | 40                                        |
| 6                                         | 6 février 1788                            | Massachusetts                             | 187                                       | 168                                       |
| 7                                         | 26 avril 1788                             | Maryland                                  | 63                                        | 11                                        |
| 8                                         | 23 mai 1788                               | Caroline du Sud                           | 149                                       | 73                                        |
| 9                                         | 21 juin 1788                              | New Hampshire                             | 57                                        | 47                                        |
| 10                                        | 25 juin 1788                              | Virginie                                  | 89                                        | 79                                        |
| 11                                        | 26 juillet 1788                           | New York                                  | 30                                        | 27                                        |
| 12                                        | 21 novembre 1789                          | Caroline du Nord                          | 194                                       | 77                                        |
| 13                                        | 29 mai 1790                               | Rhode Island                              | 34                                        | 32                                        |

La ratification de la Constitution rédigée lors de la Convention de Philadelphie n’est pas assurée, car les opposants à un gouvernement fédéral plus fort se mobilisent contre la ratification. À la fin de la convention, seize des cinquante-cinq délégués quittent la convention ou refusent de signer le document. L'article VII de la Constitution prévoit que le document sera soumis pour ratification aux conventions des États, plutôt qu’au Congrès ou aux législatures de ceux-ci. Bien que le Congrès n'ait pas autorisé l'examen d'une nouvelle Constitution, la plupart de ses membres respectent la stature des dirigeants qui se sont réunis à Philadelphie. Environ un tiers des membres du Congrès ont été délégués à la Convention de Philadelphie et ces anciens délégués se révèlent être de puissants défenseurs de la nouvelle constitution. Après plusieurs jours de débats, le Congrès transmet la Constitution aux États sans recommandation, laissant chacun décider lui-même s'il ratifie ou non le document.
La ratification de la Constitution nécessite l’approbation de neuf États. Les débats dans le Massachusetts, New York, la Pennsylvanie et la Virginie sont d'une importance particulière, car il s'agit des quatre États les plus grands et les plus puissants du pays. Ceux qui prônent la ratification prennent le nom de Fédéralistes. Pour influencer la législature de New York, très divisée, Hamilton, Madison et Jay publient anonymement The Federalist Papers, qui deviennent des documents fondamentaux et influencent le débat à New York et dans d'autres États. Les opposants à la nouvelle constitution sont connus sous le nom d'Anti-fédéralistes. Bien que la plupart d'entre-eux reconnaissent la nécessité de modifier les Articles de la Confédération, ils craignent l’établissement d’un gouvernement central puissant et potentiellement tyrannique. Les membres des deux camps ont des opinions très diverses ; par exemple, certains Antifédéralistes comme Luther Martin ne souhaitent que des changements mineurs aux Articles de la Confédération, tandis que d'autres comme George Mason sont favorables à une version moins puissante du gouvernement fédéral proposé par la Constitution. Les Fédéralistes sont plus forts dans les comtés urbains de l'Est, tandis que les Antifédéralistes ont tendance à être plus forts dans les zones rurales. Chaque faction s’engage dans une campagne publique animée pour façonner le débat sur la ratification, même si les Fédéralistes ont tendance à être mieux financés et organisés. Au fil du temps, ils réussissent à convaincre une grande partie sceptique de l’opinion publique des mérites de la nouvelle Constitution.
Les Fédéralistes remportent leurs premières victoires en matière de ratification en décembre 1787, lorsque le Delaware, la Pennsylvanie et le New Jersey ratifient la Constitution. À la fin du mois de février 1788, six États, dont le Massachusetts, ont ratifié la Constitution. Dans le Massachusetts, les Fédéralistes convainquent les délégués sceptiques en promettant que le premier Congrès de la nouvelle Constitution envisagera des amendements limitant le pouvoir du gouvernement fédéral. Cette promesse de modifier la Constitution après sa ratification s'avère extrêmement importante dans d'autres débats de ratification car elle aide les Fédéralistes à gagner les voix de ceux qui voient la nécessité de la Constitution mais s'opposent à certaines de ses dispositions. Dans les mois suivants, le Maryland et la Caroline du Sud ratifient la Constitution, mais la Caroline du Nord vote contre la ratification, laissant le document entrer en vigueur à un seul État près. En juin 1788, le New Hampshire et la Virginie ratifient tous deux le document. En Virginie, comme en Massachusetts, les Fédéralistes obtiennent le soutien à la Constitution en promettant la ratification de plusieurs amendements. Bien que l'anti-fédéralisme soit fort à New York, sa convention constitutionnelle ratifie néanmoins le document en juillet 1788, car un refus de le faire laisserait l'État hors de l'union. Rhode Island, le seul État qui n'a pas envoyé de délégué à la Convention de Philadelphie, est considéré comme une cause perdue par les Fédéralistes en raison de sa forte opposition à la constitution proposée ; il ne ratifiera la Constitution qu'en 1790.

## Inauguration d'un nouveau gouvernement
| 1789 totaux de votes électoraux | 1789 totaux de votes électoraux |
| Nom                             | Votes                           |
| ------------------------------- | ------------------------------- |
| George Washington               | 69                              |
| John Adams                      | 34                              |
| John Jay                        | 9                               |
| Robert H. Harrison              | 6                               |
| John Rutledge                   | 6                               |
| John Hancock                    | 4                               |
| George Clinton                  | 3                               |
| Samuel Huntington               | 2                               |
| John Milton                     | 2                               |
| James Armstrong                 | 1                               |
| Benjamin Lincoln                | 1                               |
| Édouard Telfair                 | 1                               |

En septembre 1788, le Congrès de la Confédération certifie formellement que la Constitution est ratifiée. Il fixe également la date de l'élection présidentielle et de la première réunion du nouveau gouvernement fédéral. En outre, le Congrès engage un débat sur le lieu où se réunira le nouveau gouvernement, Baltimore émergeant brièvement comme favori. Au grand dam des intérêts du Sud et de l'Ouest, le Congrès choisit finalement de conserver la ville de New York comme siège du gouvernement.
Bien que George Washington ait souhaité reprendre sa retraite après la Convention constitutionnelle, l'opinion publique américaine s'attend à ce qu'il soit le premier président du pays. Les Fédéralistes comme Hamilton finissent par le convaincre d’accepter ce poste. Le 4 février 1789, le collège électoral, le mécanisme établi par la Constitution pour organiser les élections présidentielles indirectes, se réunit pour la première fois, les grands électeurs présidentiels de chaque État se réunissant dans la capitale de leur État. Selon les règles alors en vigueur, chaque électeur peut voter pour deux personnes (mais les deux personnes choisies par l'électeur ne peuvent pas habiter toutes les deux le même État que cet électeur), le candidat qui remporte le plus de voix devenant président et le candidat en obtenant le deuxième plus grand nombre devenant vice-président. Chaque électeur donne une voix à George Washington, tandis que John Adams remporte le plus de voix de tous les autres candidats et est ainsi élu vice-président. Les électeurs de 10 des 13 États ont voté. Il n'y a pas eu de vote à New York, car la législature de cet État n'a pas désigné à temps les grands électeurs qui lui sont assignés ; la Caroline du Nord et le Rhode Island ne participent car ils nont pas encore ratifié la Constitution,.
Les Fédéralistes obtiennent de bons résultats lors des élections simultanées à la Chambre des représentants et au Sénat, garantissant que les deux chambres du Congrès des États-Unis seront dominées par les partisans du gouvernement fédéral établi par la Constitution. Cela permet d'éviter qu'une convention constitutionnelle ne propose des amendements, ce qui, selon de nombreux Fédéralistes, affaiblirait gravement le gouvernement fédéral.
Le nouveau gouvernement fédéral commence ses opérations avec l'installation du 1er Congrès en mars 1789 et l'inauguration de George Washington le mois suivant. En septembre 1789, le Congrès approuve la Déclaration des droits, un ensemble d’amendements constitutionnels destinés à protéger les libertés individuelles contre l’ingérence fédérale ; les États ratifient ces amendements en 1791. Après que le Congrès ait voté en faveur de la Déclaration des droits, la Caroline du Nord et le Rhode Island ratifient la Constitution respectivement en 1789 et 1790,.